# Caren Peeters
Caren Peeters (6 maart 1956 – 12 december 2022) was een Nederlands schrijfster.

## Levensloop
Peeters werd geboren in een kunstzinnig gezin. Vader Gijs Peeters was docent vrij en technisch tekenen, en maakte bovendien wetenschappelijke tekeningen van fossiele schelpen. Zijn tekeningen werden gebruikt in (onder meer) De Nederlandse zoetwatermollusken (2004) en De fossiele schelpen van de Nederlandse kust (2010). Naar hem werd de Planorbarius peetersi, een uitgestorven posthorenslak, genoemd. Haar grootvader van vaderskant was eveneens tekenleraar en schilder. Haar zus en broer, beiden docent geweest, zijn actief op het gebied van illustreren en beeldhouwen/boetseren.
Peeters ging in Rotterdam naar de lagere en middelbare school. Na gymnasium B te hebben afgerond studeerde ze geneeskunde aan de Erasmus Universiteit Rotterdam. Ze haalde haar kandidaats cum laude, maar stopte daarna met haar studie. Ze had te veel empathie; ze trok zich het leed van de patiënten te veel aan. Toen ze schrijfster werd, was die empathie juist handig: ze kon zich moeiteloos in al haar personages verplaatsen.
Nadat ze met haar studie gestopt was, werd ze docent informatica en (later) manager bij diverse IT-bedrijven (GRC, Wang, Major Data, Topdata, Nokia Data, ICL Data, Computerij en Oracle). Ze schreef talloze cursusboeken, reclameteksten en folders, en artikelen voor het personeelsblad van Oracle.
Rond haar twintigste verschenen haar eerste verhalen, onder andere in de serie Ganymedes bij A.W. Bruna Uitgevers, maar ook in diverse sf-tijdschriften.
In 2005 schreef ze voor het blad Opzij een jaar lang webcolumns. Adam, het personage dat ze speciaal voor die columns bedacht, werd de hoofdpersoon in een boekje dat ze in eigen beheer als relatiegeschenk uitgaf: Adam bevalt ook (een beetje).
Later schreef ze columns voor het tijdschrift HiQuarterly van Mensa.
In 2006 werd ze zzp'er en sloot zij zich aan bij schrijverscollectief Klare Taal. Het collectief (her)schreef (web)teksten in vakliteratuur voor bedrijven en in "jip-en-janneketaal" voor de consument. Peeters schreef in die laatste categorie onder andere honderden folders op medisch gebied, zoals "Verwijdering van de prostaat met de da Vinci operatierobot", dat genomineerd werd voor de Gouden Veer van De Nationale Schrijfwedstrijd. Later werd het schrijverscollectief opgeheven en gebruikte Peeters de bedrijfsnaam Klare Taal voor zichzelf.